# Ginni Rometty
Virginia Marie "Ginni" Rometty (29 de julio de 1957) es una empresaria estadounidense, fue presidenta y CEO de la compañía IBM hasta marzo de 2020. Desde el año 2012, Rometty asumió la presidencia de la compañía, convirtiéndose en la novena Consejera Delegada y en la primera mujer al frente de IBM. Se retiró de IBM el 31 de diciembre de 2020, después de una carrera de casi 40 años en IBM. Antes de convertirse en presidenta y directora ejecutiva en enero de 2012, se unió a IBM como ingeniera de sistemas en 1981 y, posteriormente, dirigió las ventas, el marketing y la estrategia globales. Mientras era gerente general de la división de servicios globales de IBM, en 2002 ayudó a negociar la compra por parte de IBM del negocio de consultoría de TI de PricewaterhouseCoopers, y se hizo conocida por su trabajo en la integración de las dos empresas. Como CEO, centró a IBM en análisis, cloud computing, y sistemas de computación cognitiva.
Por su labor como Consejera Delegada, ha sido reconocida por medios como Bloomberg como una de las 50 personas más influyentes del mundo, así como por la revista Fortune que la ha incluido como una de "50 mujeres de negocios más poderosas" durante 10 años consecutivos.

## Biografía
Ginni Rometty nació el 29 de julio de 1957 en Chicago y es la mayor de cuatro hermanos. En 1979 se graduó con honores, recibiendo una licenciatura en ciencias informáticas y en ingeniería eléctrica por el Robert R. McCormick School of Engineering and Applied Science en Universidad Northwestern.

## Carrera profesional

### 1979–1990: Posiciones técnicas deGMeIBM
Después de graduarse en 1979, Rometty fue a trabajar para el Instituto General Motors en Detroit , donde fue responsable del desarrollo de aplicaciones y sistemas. En 1981 se unió a IBM como analista de sistemas e ingeniero de sistemas en Detroit. Inicialmente trabajó con clientes en la industria de seguros y pasó sus primeros diez años en IBM en puestos técnicos. The New York Times escribe que "rápidamente pasó a una serie de trabajos de gerencia", donde trabajó con clientes en seguros, banca, telecomunicaciones, manufactura y atención de la salud.Pasó la década de 1990 trabajando en ventas y a finales de la década de 1990 ayudaba a clientes como Prudential Financial, Inc. con sus funciones de Internet. Se unió a IBM's Consulting Group en 1991.

### 2000–2011: Administración deIBM
Mientras fue directora general de la división de servicios globales de IBM, en 2002 defendió y ayudó a negociar la compra de la empresa consultora PricewaterhouseCoopers por 3.500 millones de dólares. La adquisición fue la "mayor en la historia de los servicios profesionales" y lanzó a IBM en el negocio de los servicios. Mientras se desempeñaba como vicepresidenta senior de IBM Global Business Services. Rometty recibió su "gran oportunidad" en IBM cuando se le encomendó la tarea de integrar a PricewaterhouseCoopers y sus consultores con IBM. En 2002, Time la incluyó en su lista Global Business Influential. Desde 2005 hasta 2009 fue vicepresidenta senior de Global Business Services en IBM, y en julio de 2005 se convirtió en vicepresidenta senior de Enterprise Business Services-IBM Global Services. Entre otras funciones, se desempeñó como gerente general de IBM Global Services, Americas, así como gerente general del Sector de Seguros y Servicios Financieros Globales de IBM. También fue socia gerente en IBM Business Consulting Services, Inc. y gerente general de Insurance Industry Group. Rometty recibió el Premio Carl Sloane 2006 de la Association of Management Consulting Firms.
Publicado por Rometty y otros ejecutivos de IBM, en 2007 IBM anunció un plan de crecimiento a cinco años sobre el crecimiento de los ingresos y la asignación de capital. Entre otras estrategias, la "Hoja de Ruta 2015" esbozaba el alejamiento de IBM de la industria del hardware para centrarse en negocios tales como software y servicios. Rometty se convirtió en vicepresidente senior y directora ejecutiva de ventas, marketing y estrategia en 2009, centrándose en la unidad de analítica de rápido crecimiento de la empresa. En enero de 2009, fue nombrada responsable de la fuerza de ventas de IBM, ocupando el cargo de vicepresidenta senior de ventas y distribución global hasta 2010. Durante este tiempo impulsó el desarrollo de la unidad de mercados en crecimiento de IBM, que había sido creada en 2008 para centrarse en mercados emergentes como Brasil y Vietnam. De 2010 a 2012 fue vicepresidenta senior de IBM, y de 2010 a 2012 fue ejecutiva del grupo de ventas, marketing y estrategia de IBM. En 2011, CNN informó que se le "acredita el haber encabezado la estrategia de crecimiento de IBM al introducir la empresa en los negocios de computación en nube y análisis". Ella también estaba a cargo de preparar a Watson, el Jeopardy! jugando a la computadora, para uso comercial".

### 2012–2020:CEOdeIBM
El 25 de octubre de 2011, IBM anunció que iba a ser la próxima presidenta y directora general de la empresa, convirtiéndose en la novena directora general de su historia. Su papel como primera mujer jefa de IBM recibió una nota en la prensa, con la respuesta del exdirector general Sam Palmisano de que su selección tenía "cero que ver con las políticas sociales progresistas"."Se convirtió en directora ejecutiva y presidenta el 1 de enero de 2012, asumiendo también el cargo adicional de presidenta de IBM el 1 de octubre de 2012, cuando Palmisano se jubiló Con planes de sacar a IBM de las líneas de negocio no rentables y citando big data y análisis como la "próxima gran máquina de crecimiento de IBM", en 2014 negoció una asociación para que Apple diseñara aplicaciones para los clientes de las empresas de IBM. Más tarde ese mismo año anunció que IBM se asociaría con SAP en computación en nube y con Twitter en análisis de datos, y en 2015 también negoció una asociación con Box. Rometty había gastado 8.500 millones de dólares en la adquisición de alrededor de 30 empresas entre 2012 y 2015, y para 2016 había supervisado la desinversión de alrededor de 7.000 millones de dólares en activos de productos básicos, como la fabricación de chips.
En mayo de 2017, Austin Business reportó que Rometty había cambiado exitosamente a IBM de "negocios en declive como computadoras y software de sistemas operativos, a áreas de mayor crecimiento como la inteligencia artificial". El 28 de junio de 2017, se le otorgó el premio KPMG Inspire Greatness Award. En enero de 2018, anunció el primer trimestre del incremento anual de los ingresos de IBM desde 2012, con un crecimiento particular en áreas como los datos, la cadena de bloques y la nube. Para 2018, afirmó que alrededor de la mitad de las 9.043 patentes de IBM en 2017 se referían a la IA, la computación en nube, la ciberseguridad, la cadena de bloques y la computación cuántica.
En abril de 2020, dejó su puesto de CEO y es reemplazada por Arvind Krishna.

## Otros cargos de honor
Rometty es miembro en el Consejo de Relaciones Exteriores; el Consejo de Fideicomisarios de su alma mater de la universidad de Northwestern ; la Junta de Supervisores y la Junta de Directores del Memorial Sloan-Kettering Cancer Center; y es miembro del Consejo del Consejo de Conservación de América Latina, una subsidiaria de The Nature Conservancy. También ha sido miembro de la Junta Directiva de AIG desde 2006 hasta 2009.
En 2014, Rometty apareció en el documental de PBS The Boomer List. También ese año, se convirtió en la tercera mujer miembro del Augusta National Golf Club. Ha recibido doctorados honoríficos del Instituto Politécnico Rensselaer (2014) y de la Universidad Northwestern (2015)
En el número de Fortune del 15 de septiembre de 2015, Rometty ocupó el tercer lugar en su lista de mujeres más poderosas.
Nombrada la undécima mujer más poderosa en la lista Forbes 2016: Las 100 mujeres más poderosas del mundo.